# Antiga Fàbrica Martorell Batlle
L'Antiga Fàbrica Martorell Batlle és un edifici de Mataró (Maresme) catalogat com a bé cultural d'interès local.

## Descripció
Edifici de planta baixa, pis i golfes. Presenta una estructura de pilars de fosa i sostres de voltes de maó de pis atirantades, actualment molt modificada degut a la construcció d'una planta semisoterrada a la part posterior de l'edifici quan s'utilitzava com a discoteca.
Tipològicament la façana presenta encara certs mimetismes amb la casa de carrer, malgrat incorporar elements -la simetria i el coronament central- que emfatitzen l'aspecte unitari de l'edifici. L'exterior està arrebossat i uns ornaments de terracota amb motius florals emmarquen a la façana l'any de construcció.

## Història
Fou bastit l'any 1851 per instal·lar-hi la fàbrica de gènere de punt Martorell]Batlle i Cia. A començaments del segle passà a mans dels industrials Escapa i Mora fins als anys 1920, quan s'hi ubicà la fàbrica de gènere de punt de Josep Esperalba i Pujol.
Actualment l'edifici està subdividit i s'hi desenvolupen diferents activitats.